# Палестинское движение моджахедов
Движение исламского джихада в Палестине (араб. رتة الرهاد الإسلامي‎, Харакат аль-Джихад аль-Ислами фи Филастин), широко известное как Палестинский исламский джихад (PIJ), является палестинской исламистской военизированной организацией, созданной в 1981 году.
Организация образовалась как ответвление "Братьев-мусульман" и находился под влиянием идеологии своего существования Исламского режима в Иране. Является членом Альянса палестинских сил, который отвергает соглашения Осло и целью которого является создание суверенного исламского палестинского государства. Он призывает к военному уничтожению Израиля и отвергает решение о двух государствах. Исторически финансовая поддержка организации поступала в основном из Сирии и "Хезболлы". Начиная с 2014 года, благодаря финансовой поддержке Ирана, мощь ПИДЖ неуклонно растет.
Вооруженным крылом ПИДЖ являются "Бригады Аль-Кудса" (также известные как "Сарайя"), также сформированные в 1981 году, которые действуют на Западном берегу и в секторе Газа, причем их основными опорными пунктами на Западном берегу являются города Хеврон и Дженин. Его операции включали в себя взрывы террористов-смертников, нападения на израильских гражданских лиц, а также ракетные обстрелы территории Израиля. Исламский джихад был объявлен террористической организацией Соединенными Штатами, Европейским союзом, Соединенным Королевством,  Японией, Канадой, Австралией, Новой Зеландией и Израилем.

## История
Исламский джихад был официально основан в Газе в 1981 году двумя палестинскими активистами: Фатхи абд аль-Азизом Шакаки, врачом из Рафаха, и шейхом Абд аль-Азизом Авдой, исламским проповедником из лагеря беженцев Джабалия, а также Рамаданом Шалахом, Баширом Мусой и тремя другими палестинскими радикалами. Шакаки и Авда, базирующиеся в Египте, изначально были членами организации "Братья-мусульмане". Их взгляды на уничтожение Израиля привели их в 1979 году к созданию группировки "Исламский джихад-шакаки", ответвления египетского исламского джихада и проводил операции за пределами Египта. Группировка шакаки была изгнана из Египта в 1981 году после убийства президента Египта Анвара Садата египетским исламским джихадом. Шакаки и Авда вернулись в Газу, где они официально основали ИГ, откуда оно продолжило свою деятельность.
Целью организации было создание суверенного исламского палестинского государства в географических границах Подмандатной Палестины, существовавшей до 1948 года. Полностью отвергая политический процесс, организация заявляет, что ее цели могут быть достигнуты только военными средствами.
ПИДЖ начала свои вооруженные операции против Израиля в 1984 году. В 1988 году ее лидеры были изгнаны Израилем в Ливан. Находясь в Ливане, группировка получала подготовку, поддержку и другие виды поддержки от "Хезболлы" и ее покровителей в Иране и установила тесные отношения с этой организацией. В 1990 году штаб-квартира PIJ переехала в сирийскую столицу, Дамаск, где она продолжает базироваться с офисами в Бейруте, Тегеране и Хартуме.
С помощью смертников ПИДЖ организовала несколько терактов в Израиле и по-прежнему считается Израилем самой экстремистской организацией по своим методам работы и приверженности уничтожению Израиля. К 1995 году ПИДЖ был, по словам Фиска, "возможно, самым яростным из всех современных врагов Израиля". Шакаки был убит в 1995 году на Мальте, и Рамадан Шалах стал генеральным секретарем организации, вслед за этим последовали репрессии в отношении Исламского джихада со стороны Израиля и Палестинской национальной администрации, которые привели к значительному ослаблению организации.
20 февраля 2003 года профессор компьютерной инженерии Университета Южной Флориды Сами Аль-Ариан был арестован по обвинению в терроризме. Генеральный прокурор США Джон Эшкрофт заявил на пресс-конференции, что Аль-Ариан был североамериканским главой палестинского исламского джихада. 6 декабря 2006 года Сами Аль-Ариан был приговорен к 57 месяцам тюремного заключения в соответствии со сделкой о признании вины. В ноябре 2006 года он был признан виновным в гражданском неуважении к суду за отказ давать показания перед федеральным большим жюри и отбыл 21 месяц тюремного заключения по этому обвинению. 27 июня 2014 года федеральное правительство США сняло все обвинения против Аль-Ариана.
Утверждается, что ПИДЖ использовал для совершения терактов несовершеннолетних. 29 марта 2004 года 15-летний Тамер Хувейр из Рифидии, пригорода палестинского города Наблус на Западном берегу, был захвачен израильскими войсками, когда он планировал совершить самоубийственную операцию. Его старший брат заявил, что ему "промыли мозги", и потребовал от Палестинской администрации расследовать инцидент и арестовать виновных в нем.
После дальнейших террористических нападений на мирных жителей в Израиле Шалаху и Авде были предъявлены обвинения в соответствии с законодательством Соединенных Штатов, и в 2006 году они были внесены в список самых разыскиваемых ФБР террористов Соединенных Штатов.
В феврале 2012 года правительство ХАМАСА в секторе Газа дистанцировалось от ИГ. Во время столкновений между Газой и Израилем в марте 2012 года, последовавших за убийством Израилем лидера Комитетов народного сопротивления Зухира аль–Каиси, который хвастался похищением Гилада Шалита, джихадисты и КНР открыли огонь по Израилю. ХАМАС воздержался от присоединения к ИГ и КНР в нападении на Израиль. Более ста палестинцев были убиты или ранены в результате последовавшего насилия, но Израиль в то время не атаковал ни одной цели ХАМАСА. Окончательное прекращение огня было достигнуто путем переговоров между Израилем и группировками боевиков, а не ХАМАС.
Базирующаяся в Лондоне арабская газета Asharq al-Awsat сообщила в мае 2015 года, что Иран прекратил финансирование PIJ из-за нейтралитета группы в отношении интервенции под руководством Саудовской Аравии в Йемен, ввергнув PIJ в серьезный финансовый кризис. Иран ожидал, что ПИД осудит интервенцию Саудовской Аравии, главного регионального соперника Ирана. Палестинская газета "Аль-Кудс" сообщила, что Иран в настоящее время поддерживает ответвление ИГ под названием ас-Сабирин (по-арабски "терпеливые"), возглавляемое ветераном исламского джихада Хишамом Салемом.
При прежнем руководстве Рамадана Шалаха группировка получала от Корпуса стражей исламской революции Ирана около 70 миллионов долларов США в год.

## Идеология
Палестинский исламский джихад (ПИДЖ) явно нацелен на насильственное уничтожение государства Израиль и отвергает вариант мирного урегулирования с Израилем. Уничтожение Израиля рассматривается как важнейшая предпосылка для решения проблем, стоящих перед мусульманским миром. ПИДЖ выступает за использование партизанских групп для совершения террористических актов с целью ослабления Израиля. Он предусматривает закладку основы для будущего сценария, в котором значительная исламская арабская армия участвует в военной конфронтации с целью уничтожения Израиля. Исламский джихад был ответственен за некоторые из самых смертоносных нападений террористов-смертников в Израиле.
Рамадан Шала дал интервью Скотту Атрану и Роберту Аксельроду в Дамаске, Сирия, 15 декабря 2009 года. В интервью он заявил, что надежда на решение о создании двух государств было и что международная поддержка на решение одного государства , в котором "палестинцы имеют право на всей исторической Палестины". Таким образом, он выступал за вооруженную борьбу до поражения Израиля.
Мы коренные жители этой земли. Я родился в Газе. Моя семья, братья и сестры, живут в Газе. Но мне не разрешают навещать их. Но любому американскому или сибирскому еврею позволено захватывать нашу землю. Сегодня нет возможности для решения проблемы двух государств. Эта идея мертва. И нет реальной перспективы решения проблемы одного государства...
Я никогда, ни при каких условиях, не приму существование государства Израиль. У меня нет проблем с проживанием с еврейским народом...

Мы веками жили вместе в мире. И если бы Нетаньяху спросил, можем ли мы жить вместе в одном государстве, я бы ответил ему: "Если бы у нас были точно такие же права, как у евреев, приезжать на всю Палестину. Если Халед Машаль и Рамадан Шала смогут приезжать, когда захотят, и посещать Хайфу, и покупать дом в Герцлии, если захотят, тогда у нас будет новый язык, и возможен диалог"
Группировка является суннитским джихадистским движением, но включает в себя и другие религиозные верования.

## Деятельность
Палестинский исламский джихад взял на себя ответственность за многие действия боевиков на протяжении многих лет и несет ответственность за более чем 30 взрывов террористов-смертников. Международное сообщество рассматривает применение неизбирательных нападений на гражданское население и использование живых щитов, как незаконные по международному праву.

## Общественная поддержка
Опрос общественного мнения, проведенный в июне 2015 года по заказу Вашингтонского института ближневосточной политики, показал, что к Исламскому джихаду благосклонно относятся 71% палестинцев на Западном берегу и 84% палестинцев в Газе.